# Scadoxus multiflorus
Scadoxus multiflorus är en amaryllisväxtart som först beskrevs av Martyn, och fick sitt nu gällande namn av Constantine Samuel Rafinesque. Scadoxus multiflorus ingår i släktet Scadoxus och familjen amaryllisväxter.

## Underarter
Arten delas in i följande underarter:
- S. m. katharinae
- S. m. longitubus
- S. m. multiflorus

## Bildgalleri

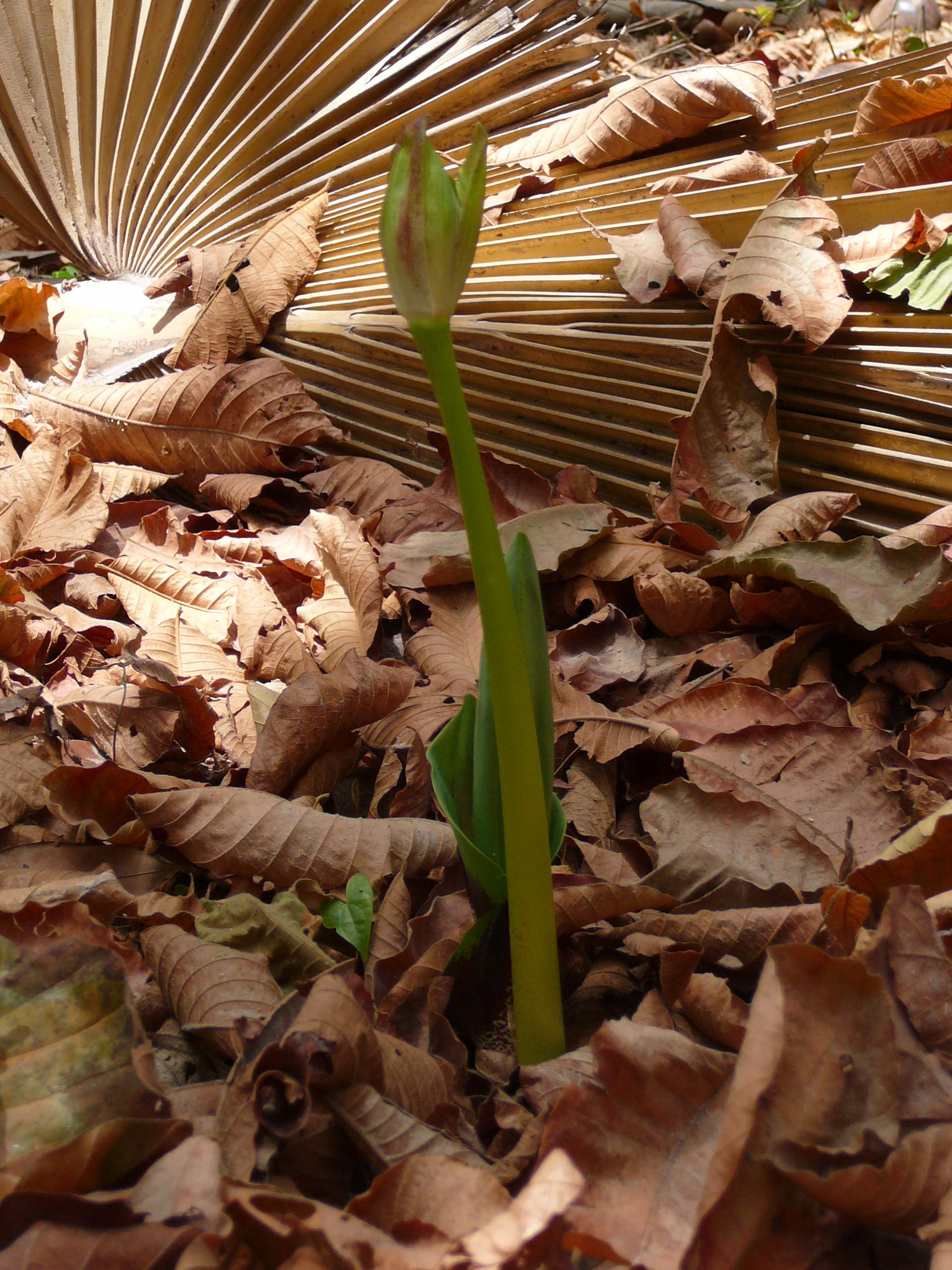
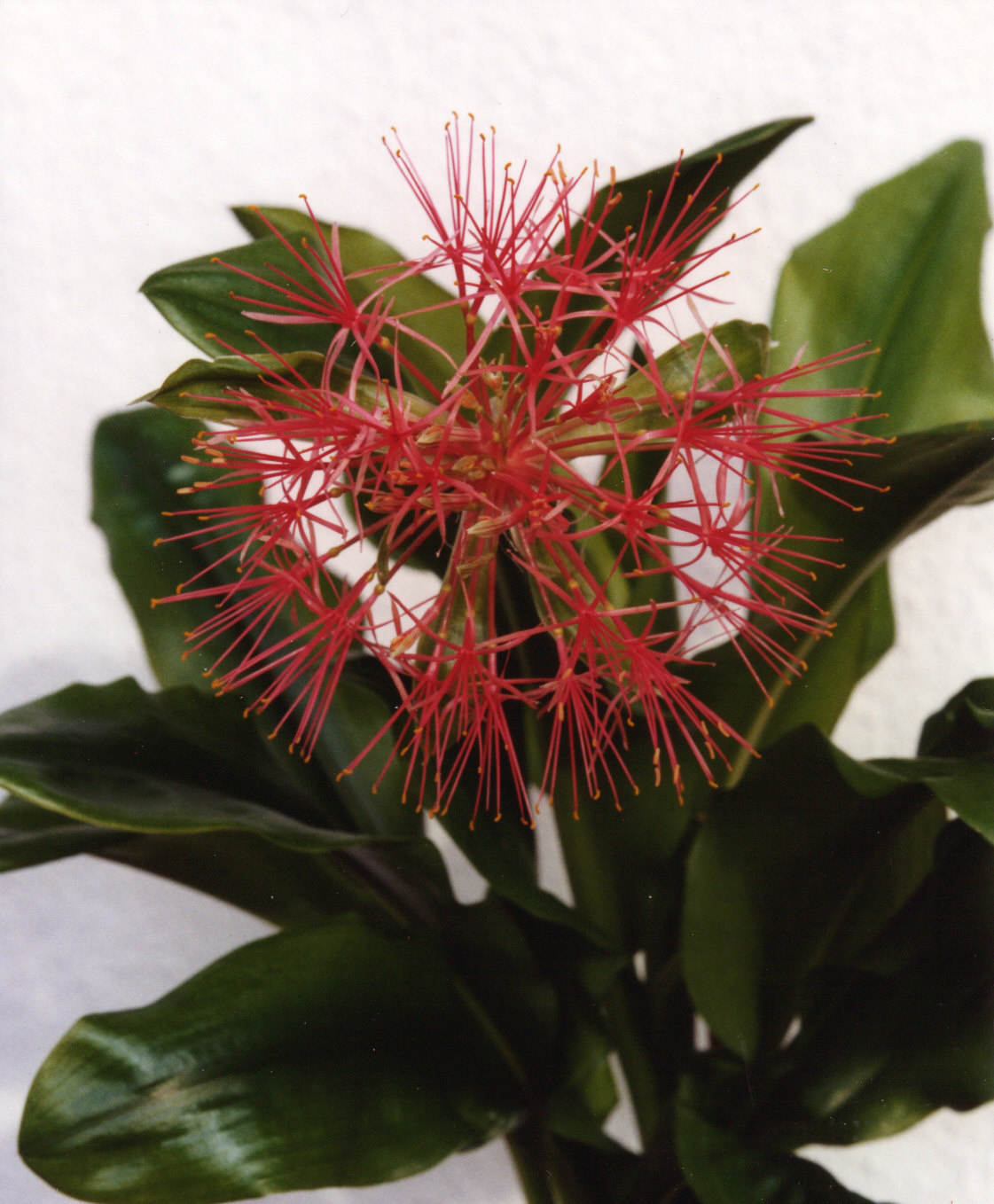
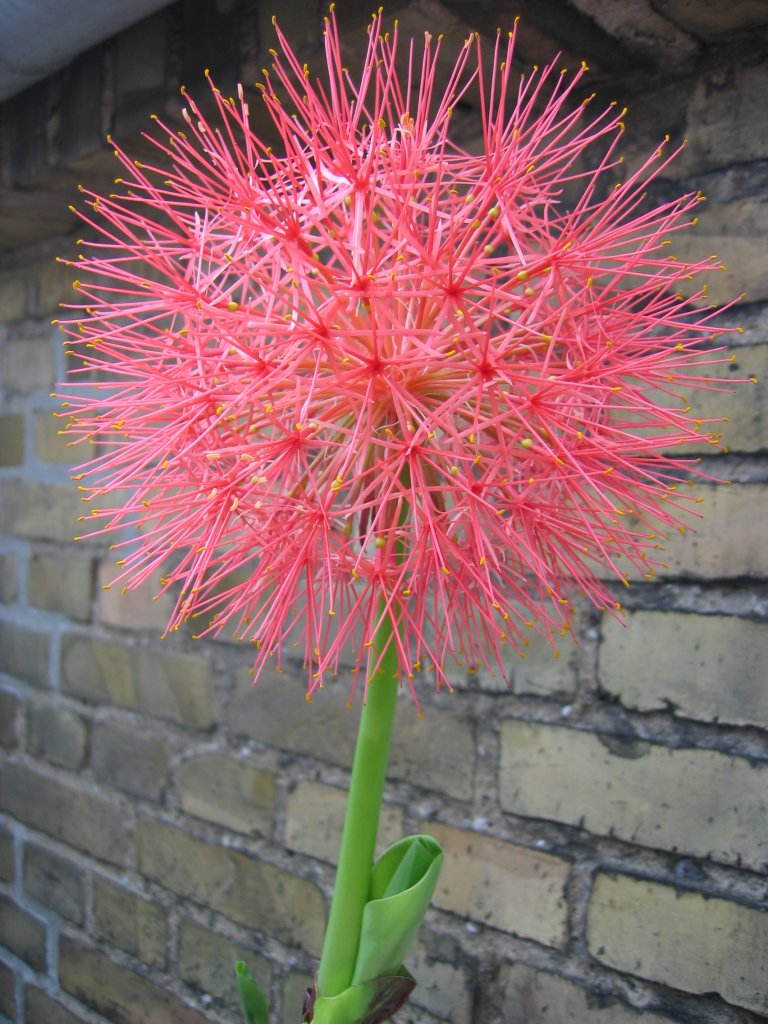
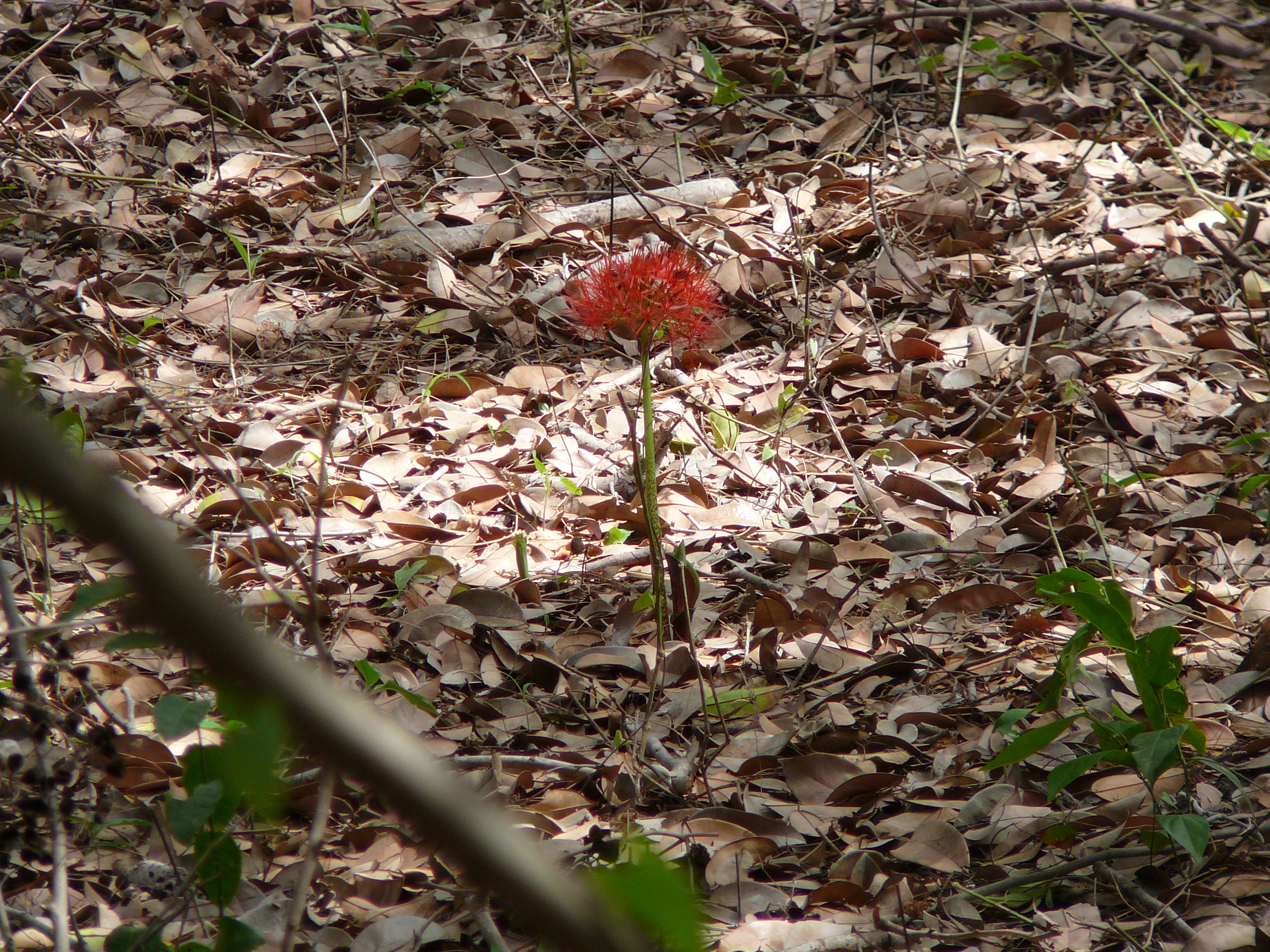
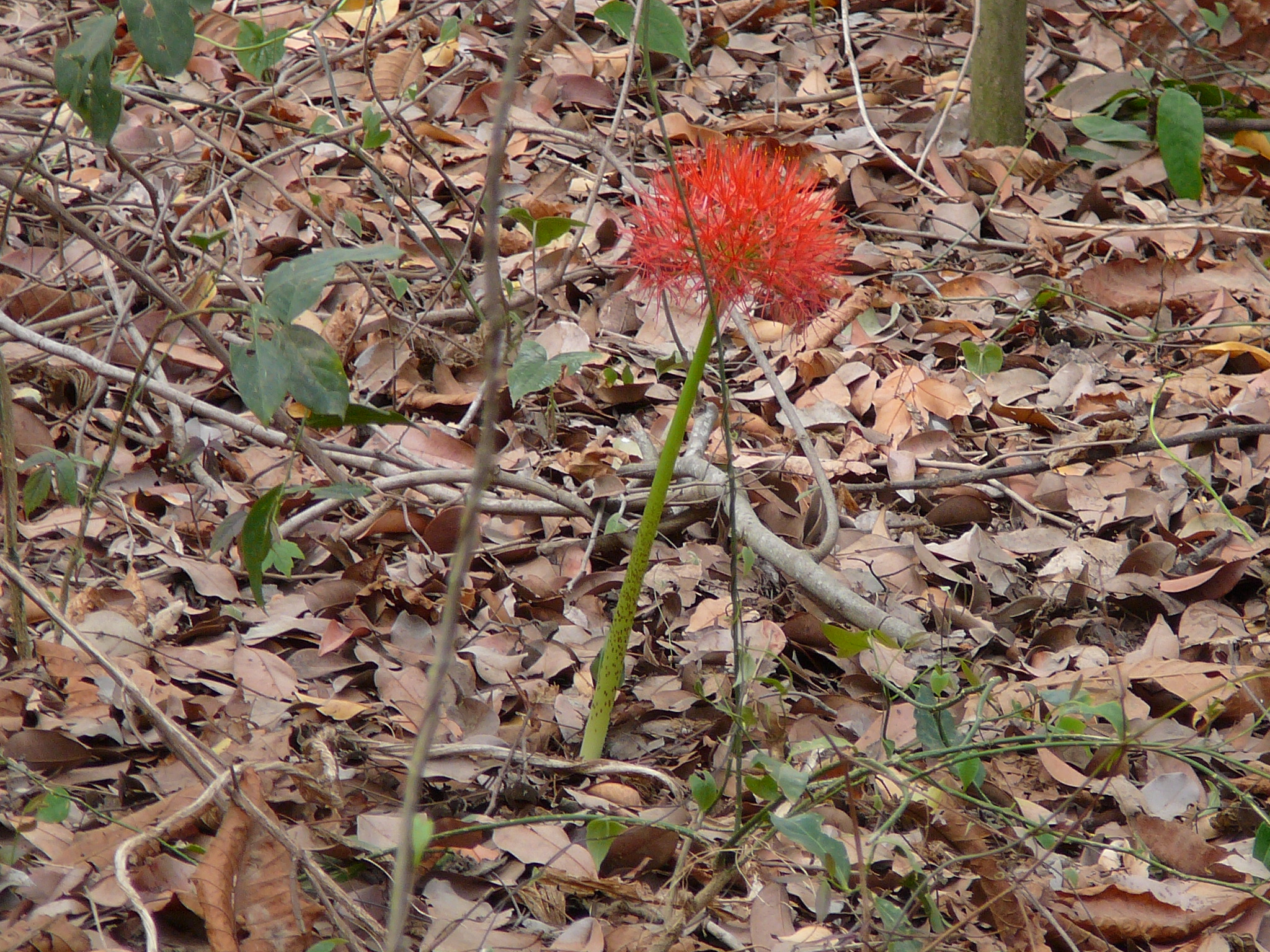
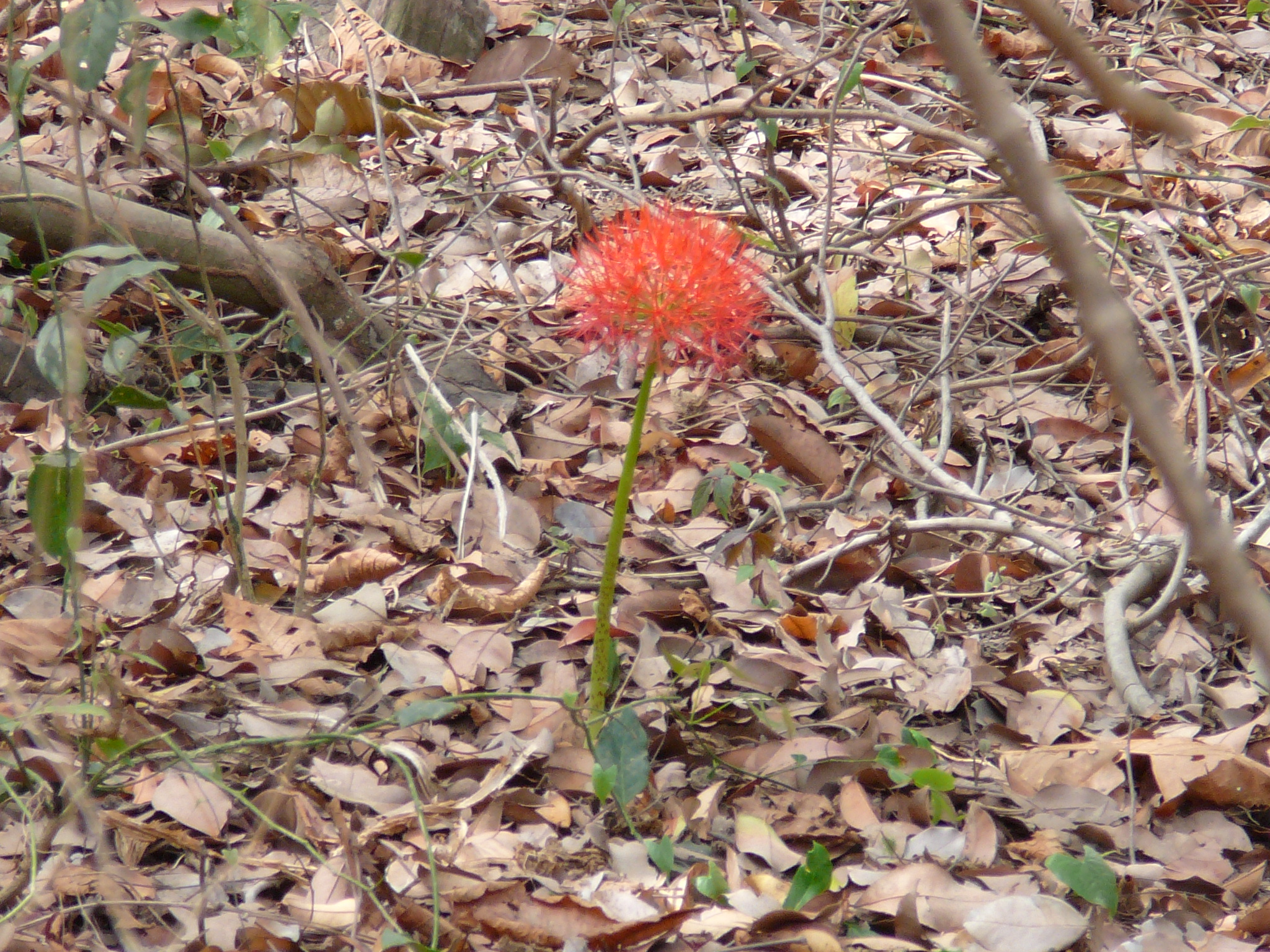